# Маріна Раду
Маріна Раду (англ. Marina Radu, 5 вересня 1984) — канадська ватерполістка.
Призерка Чемпіонату світу з водних видів спорту 2009 року.
Призерка Панамериканських ігор 2007, 2011 років. 